# علی‌اکبر طوفان‌پناه
علی‌اکبر طوفان‌پناه (۳۰ تیر ۱۳۱۹ – ۲۶ اردیبهشت ۱۴۰۳) بازیگر سینما و تلویزیون اهل ایران بود که بین سال‌های ۱۳۵۱ تا ۱۳۸۵ فعالیت می‌کرد.

## فیلم‌شناسی
- سرگروهبان (۱۳۵۱)
- بیگانه (فیلم ۱۳۵۲) (۱۳۵۲)
- ناجورها (۱۳۵۳)
- ماجراجویان خشن (۱۳۵۳)
- گلنسا در پاریس (۱۳۵۳)
- دختران بلا، مردان ناقلا (۱۳۵۳)
- این دست کجه (۱۳۵۳)
- عمو فوتبالی (۱۳۵۴)
- عبور از مرز زندگی (۱۳۵۴)
- دو آقای باشخصیت (۱۳۵۴)
- جنجال (۱۳۵۴)
- مادر جونم عاشق شده (۱۳۵۵ اکبر صادقی)
- قادر (فیلم) (۱۳۵۵)
- رامشگر (۱۳۵۵)
- رفاقت (۱۳۵۶)
- زرخرید (۱۳۵۷)
- برخورد (فیلم ۱۳۷۰) (۱۳۷۰)
- روزی که خواستگار آمد (۱۳۷۵)
- معصوم (فیلم) (۱۳۷۷)
- گپ (۱۳۸۲)
- عروسی مامان (۱۳۸۵)

## تلویزیونی
- عبور از مرز خورشید[۲]
- باغ گیلاس (۱۳۷۲)
- عیاران (۱۳۷۴)
- آتیه (۱۳۷۴)
- مجموعه تلویزیونی گذر عمر
- مجموعه تلویزیونی آدم کاغذی
- مجموعه تلویزیونی هزار و یک شب